# Син но Синто-рю
Син но Синто-рю (яп. 真之神道流) или Син Синто-рю — древняя школа дзюдзюцу, классическое боевое искусство Японии, основанное приблизительно в 1550 году мастером по имени Ямамото Тамидзаэмон. Син но Синто-рю является одни из наиболее известных ответвлений школы Акияма Ёсин-рю.

## История
Школа Син но Синто-рю была основана приблизительно в 1550 году мастером по имени Ямамото Тамидзаэмон, охранником дворца Осака. Данный стиль дзюдзюцу был создан с целью борьбы и удерживания самураев более высокого ранга. До создания школы Син но Синто-рю, Ямамото изучал традиции школы Акияма Ёсин-рю под руководством Оэ Сэнбэя. Из 303 техник учебной программы данной школы, он оставил только 68 приёмов, которые и легли в основу стиля Син Синдо-рю. Позже Ямамото перебрался в город Эдо, где его школа обрела определённую известность.
Некоторое количество документов школы сохранилось и до XXI века. Среди них присутствует Син но Синдо-рю Дзёдан но Маки от 1779 года, подписанный самим Ямамото Тамидзаэмоном. Другим документом является назидательный манускрипт Дзюдзюцу Хигаку Сё, повествующий о принципах выполнения техник дзюдзюцу.
Традиции и техники школы Син но Синто-рю сохранились исключительно в качестве влияния на учебную программу школы Тэндзин Синъё-рю.